# Aleksej Demjanov
Aleksej Demjanov (Čerkessk, 9. prosinca 1973.), hrvatski i ruski gimnastičar.
Kao reprezentativac Hrvatske, natjecao se pojedinačno na Olimpijskim igrama 1996. u višeboju. Osvojio je 57. mjesto.
Na Mediteranskim igrama 1998. je osvojio srebro na karikama.
Bio je član Dinama iz Čerkesska, Osijeka i Hrvatskog sokola iz Zagreba.